# Kondarajanahalli, Sidlaghatta
Kondarajanahalli là một làng thuộc tehsil Sidlaghatta, huyện Chikkaballapur, bang Karnataka, Ấn Độ.